# Линден (Алабама)
Линден (англ. Linden) — город и административный центр округа Маренго, штат Алабама, США. Население составляло 1930 человек по переписи 2020 года по сравнению с 2123 жителями по переписи 2010 года.

## История
Поселок, основанный до 1818 года, сначала был известен как Скримерсвилл, поскольку ночью все еще можно было услышать крик диких животных.
Он стал административным центром округа в 1819 году и тогда был известен как город Маренго. В 1823 году это имя было изменено на Гогенлинден в честь первых европейских поселенцев округа, французских бонапартистских беженцев, переселившихся в Винную и Оливковую колонию. Название связано с битвой 1800 года при Гогенлиндене (Бавария), где французы разбили армии Австрии и Баварии. Позднее написание было сокращено до Линден.

## География
Линден расположен в центральной части округа Маренго. Это в 26 км к югу от Демополиса, крупнейшего города в округе Маренго, в 18 км к западу от Томастона и в 45 км к северу от Томасвилла.
По данным Бюро переписи населения США, общая площадь города составляет 9,3 км², из которых 0,08 км², или 0,94 %, приходится на воду.

## Демография
По переписи 2000 года в городе проживало 2424 человека, 938 дворов и 662 семьи. Плотность населения составляла 260,9 человек на км². Было 1084 единицы жилья со средней плотностью 116,6 на км². Расовый состав жителей города: 52,43 % белых, 46,20 % афроамериканцев, 17 % коренных американцев, 0,33 % азиатов и 0,87 % представителей двух или более рас. 1,07 % населения составляли латиноамериканцы.
Из 938 дворов в 33,0 % проживали дети в возрасте до 18 лет, 45,1 % были супружескими парами, проживающими вместе, в 22,1 % проживали женщины без мужей, а 29,4 % не были членами семьи. 8 % домохозяйств состояли из одного человека, а 14,4 % — из одного человека в возрасте 65 лет и старше. Средний размер домохозяйства составлял 2,48 человека, а средний размер семьи — 2,98 человека.
Распределение по возрасту составляло 27,7 % в возрасте до 18 лет, 8,0 % от 18 до 24 лет, 23,8 % от 25 до 44 лет, 20,9 % от 45 до 64 лет и 19,5 % от 65 лет и старше. Средний возраст составил 38 лет. На каждые 100 женщин, мужчин было 81,4. На каждые 100 женщин в возрасте 18 лет и старше приходилось 74,3 мужчины.
Средний доход домохозяйств составлял 22 303 доллара, а средний доход семьи — 30 733 доллара. Средний доход мужчин составлял 38 964 доллара против 17 857 долларов у женщин. Доход на душу населения в городе составлял 16 536 долларов. Около 23,8 % семей и 29.6 % населения находились за чертой бедности, в том числе 46,8 % лиц моложе 18 лет и 19,0 % лиц в возрасте 65 лет и старше.

### Перепись населения 2010 года
По переписи 2010 года в городе проживало 2123 человека, 877 дворов и 555 семей. Плотность населения составляла 227,7 человек на км². Было 1013 единиц жилья со средней плотностью 108,6 на км². Расовый состав жителей города был 51,1 % белых, 46,7 % афроамериканцев, 0,1 % коренных американцев, 0,2 % азиатов и 0,9 % представителей двух или более рас. 2,0 % населения составляли латиноамериканцы или испаноговорящие любой расы.
Из 877 домохозяйств в 23,4 % проживали дети в возрасте до 18 лет, 37,7 % были супружескими парами, проживающими вместе, в 21,1 % проживала женщина без мужа, а 36,7 % не были членами семьи. 34,3 % домохозяйств состояли из одного человека, а 14,7 % — из одного человека в возрасте 65 лет и старше. Средний размер домохозяйства составлял 2,25 человека, а средний размер семьи — 2,88 человека.
Распределение по возрасту составляло 20,8 % в возрасте до 18 лет, 10,1 % от 18 до 24 лет, 21,2 % от 25 до 44 лет, 25,1 % от 45 до 64 лет и 22,8 % от 65 лет и старше. Средний возраст составил 42,6 года. На каждые 100 женщин, мужчин было 85,1. На каждые 100 женщин в возрасте 18 лет и старше приходилось 92,0 мужчины.
Средний доход домохозяйств составлял 20 145 долларов, а средний доход семьи — 35 714 долларов. Средний доход мужчин составлял 30 833 доллара против 25 000 долларов у женщин. Доход на душу населения в городе составлял 14 701 доллар. Около 31,1 % семей и 31,8 % населения находились за чертой бедности, в том числе 41,1 % лиц моложе 18 лет и 8,7 % лиц в возрасте 65 лет и старше.

### Перепись населения 2020 года
| Раса                             | Численность | Проценты |
| -------------------------------- | ----------- | -------- |
| Белые (неиспаноязычные)          | 838         | 43,4     |
| Афроамериканцы                   | 1 036       | 53,7     |
| Азиаты                           | 1           | 0,05     |
| Две расы и более                 | 37          | 1,9      |
| Латиноамериканцы и испаноязычные | 17          | 0,9      |

По данным переписи населения США 2020 года, в городе проживало 1930 человек, 672 домашних хозяйства и 349 семей.

## Транспорт
До Линдена можно добраться по одному шоссе США: US 43, которое проходит с севера на юг через город как главная улица, соединяющая город с Демополисом на севере и Томасвиллем на юге. SR 28 проходит c востока на запад через город как Коутс-авеню, соединяющая город с US 80 на северо-западе и городами Томастон и Камден на юго-востоке. SR 69 проходит с севера на юг через город, совпадая с US 43, прежде чем покинуть US 43 в дальнем южном конце города, направляясь на юго-запад в сторону Миртлвуда и соединяясь с Батлером по SR 10.
В своем обращении к штату в 2021 году губернатор Кей Айви подтвердила, что ее администрация будет продвигать давно предложенный план по расширению шоссе US 43 до четырех полос от Томасвилля до Таскалусы. По завершении расширение до US 43, скорее всего, пройдет в обход Линдена.

## Медиа
Еженедельная газета The Linden Leader выходит в Линдене.

## Образование
В городе действует собственная общегородская школьная система — городская школа Линдена. У него также была одна частная школа, академия Маренго, основанная в 1969 году; одна из многих известных академий сегрегации, которые возникли на юге после того, как сегрегация была объявлена незаконной. Академия Маренго закрылась в 2019 году.

## Известные люди
- Ральф Абернати, лидер движения за гражданские права
- Уильям Дж. Алстон, представитель СШАна тридцать первом Конгрессе
- Фрэнк Эванс , профессиональный бейсболист афроамериканской лиги лиги.
- Отрин Люси Фостер, первопроходец в области гражданских прав; первый афроамериканский студент Университета Алабамы
- Шон Ричардсон, специалист по сэйфти для Грин-Бей Пэкерс
- Рой Роджерс, профессиональный баскетболист и тренер